# Kloster Grobe
Das Kloster Grobe wurde noch vor 1155 von dem Pommernfürsten Ratibor I. und dessen  Gemahlin Pribislawa gestiftet. und von Prämonstratenser-Chorherren bei einer gleichnamigen Siedlung  auf der Insel Usedom, 1,2 km südlich der gleichnamigen Stadt Usedom, errichtet. Es war die erste und bedeutendste Niederlassung der Prämonstratenser in Nordostdeutschland.

## Geschichte
Grobe wurde 1159 erstmals urkundlich als „Grobe“, „Groben“ und „villa Groben“ genannt. Der slawische Name wird mit „durch Wallgraben geschützte Siedlung“ gedeutet. Der Ort wurde noch bis 1317 urkundlich genannt und war noch 1662 in historischen Karten gezeichnet.
Das Gründungsjahr ist nicht sicher überliefert und eine Gründungsurkunde ist nicht vorhanden. Die Stifter gaben das notwendige Land für das Kloster und die Kirche, besorgten deren Errichtung und die Bewidmung des Konvents.
Auf Anregung des Bischofs Anselm von Havelberg wurde Grobe zuerst mit regulierten Chorherren aus dem Kloster Unser Lieben Frauen in Magdeburg unter der Führung des Propstes Sibrandus besetzt, zu denen später Havelberger Chorherren und einigen Kanonikern aus Pardwin bei Brandenburg kamen.
Nachdem auch die Pommernfürsten (ab 1170 Herzöge) zum Christentum konvertiert waren, wurde 1140 das Bistum Pommern mit Sitz in Wollin errichtet. Die ersten Klöster in Pommern, zu denen neben Kloster Stolpe auch Kloster Grobe gehörte, wurden von Ratibor I. und seiner Gemahlin Pribislawa gegründet. Das Kloster Grobe wurde am 8. Juni 1159 von Bischof Adalbert von Pommern zu Wollin bestätigt und war Maria und Godehard von Hildesheim geweiht. Im Jahr 1168 bestätigte Bischof Konrad I. dem Kloster dessen Besitztümer. Zeitweilig hatte der Bischof von Pommern seinen Sitz im Kloster Grobe. Dadurch nahmen Bedeutung und Einfluss des Klosters im 12. Jahrhundert zu. 
Während der Däneneinfälle von 1162 bis 1177 wurden dem Kloster schwere Schäden zugefügt, in deren Folge es 1177 als verödet bezeichnet wurde. 1175 schenkte der Herzog Kasimir I. von Pommern dem Kloster Grobe das Dorf Slatkoviz und tauschte mit ihm vier der umliegende Dörfer mit dem Dorf Pustkow bei Cammin. Durch Herzog Bogislaw I. wurde das Kloster mit Havelberger Prämonstratensermönchen 1178 neu errichtet. 1187 starb Herzog Bogislaw I. Er wurde im Kloster Grobe begraben.
Das Dorf und Kloster Grobe waren Teil des damaligen Fleckens Usedom, der vor dem Schloss lag. Als Usedom 1184 wieder von den Dänen heimgesucht wurde, verlegte man das Kloster auf den nahegelegenen Berg Watchow, auch Marienberg (Mons Mariae) und später Klosterberg genannt.
Der Wirkungsbereich erstreckte sich auf die Insel Usedom und Gebiete südlich des Stettiner Haffs, nachzuweisen in vielen urkundlichen Erwähnungen des 12. und 13. Jahrhunderts, in denen die Pommern-Herzöge Bogislaw I., Bogislaw II. und Barnim I. dem Kloster Gemeinden, Kirchen und Besitzungen unterstellen:
- 1159 Dorf Zwilipp („Suelube“, heute Świelubie bei Kolberg)
- 1177 Kirche in Pasewalk und das Dorf „Munichow“ (Mönchow, heute Ortsteil von Usedom)
- 1184 Dorf Neuwarp (östlich von Ueckermünde) und die Fischerei in „Warpene“, dem Warper See

Im 13. Jahrhundert sind unter Herzog Barnim I. einige Erweiterungen dokumentiert. So wurde im Jahr 1243 die Kirche Ueckermünde dem Kloster unterstellt und im Jahr darauf erhielt das Kloster die Freiheit, in der Ueckermünder Heide Brenn- und Bauholz zu holen und Fischerei im Stettiner Haff zu treiben. Diese gründeten vermutlich am Haff das Dorf Mönkebude, welches 1244 erstmals urkundlich erwähnt wurde. Auf der Insel Usedom konnte das Einflussgebiet des Klosters 1270 durch eine von Barnim I. veranlasste Tausch-Verfügung geografisch geschlossen werden. Dieser Tausch betraf sechs Gemeinden, die sich im Besitz des Bistums Cammin befanden (Krienke, Suckow, Mellenthin, Balm am Balmer See, Ückeritz und Loddin), die gegen Abtretung von Damerow in Hinterpommern (nahe Naugard) an Grobe fielen.
Unter Abt Disibodus siedelte die Prämonstratenserabtei nach 1307 von Marienberg nach Pudagla am Schmollensee über. Bischof Heinrich von Kammin gab am 10. Februar 1308 die Genehmigung dazu. In Pudagla entstanden hoch über dem See Klausur, Wirtschaftshof und die Kirche. Das Kloster behielt auch in Pudagla seinen alten Namen Uznam (Usedom).
Im Zuge der Reformation wurde das Kloster im Jahr 1535 aufgelöst. Der Standort Pudagla wurde in ein Amt verwandelt. Heute sind in Pudagla nur einige Mauerreste erhalten, die Klosterkirche wurde 1984 gesprengt.
In den Jahren von 1991 bis 1998 führte die Universität Greifswald im Auftrag der Historischen Kommission für Pommern südlich von Usedom bei Wilhelmshof auf dem ehemaligen Klostergelände bauarchäologische Grabungen durch. Mit Hilfe von Luftbildaufnahmen, geoelektrischer und geomagnetischer Messungen wurden neben Bodenfunden und Gräbern auch Fundamentreste der Klosteranlage und der Klosterkirche freigelegt.

### Beisetzungen
Im Kloster Grobe wurden folgende Pommernherzöge bestattet: Ratibor I., Bogislaw I. und Wartislaw V.
2010 wurden bei Ausgrabungen 70 Skelette geborgen. Das Bestattungsareal wurde etwa vom 12. bis ins frühe 16. Jahrhundert genutzt. Die Gräber konnten jedoch überwiegend nicht datiert und somit nicht den Siedlungsphasen zugeordnet werden. Die Bestatteten wurden anthropologisch untersucht. Die Altersverteilung entspricht der einer gewachsenen vorindustriellen Population, mit einer Kindersterblichkeit von knapp 26 %, den wenigsten Sterbefällen im Jugendalter und den meisten im fortgeschrittenen Erwachsenenalter. Da die Skelettserie als repräsentativ für die mittelalterliche Bevölkerung angesehen werden kann, kann es sich nicht um einen reinen Klosterfriedhof gehandelt haben. Auffällig war jedoch der hohe Anteil von Männern im fortgeschrittenen Alter. Die durchschnittliche Lebenserwartung war mit fast 33 Jahren vergleichsweise hoch. Die Krankheitsbelastung schien im Ganzen eher niedrig gewesen zu sein. Die Analyse des Gebisszustandes ließ auf eine recht proteinreiche Ernährung schließen. Es gab kaum unspezifische Stressmarker (Cribra orbitalia oder Schmelzhypoplasien) oder Spuren entzündlicher Erkrankungen am Schädel (Stomatitis und Sinusitis maxillaris). Auffallend hoch war der Anteil verheilter Knochenverletzungen, vorrangig wohl Unfallfolgen. Insgesamt sprachen die Ergebnisse der osteologischen und paläopathologischen Untersuchungen für vergleichsweise günstige Lebensbedingungen am Siedlungsstandort Grobe.

## Gedruckte Quellen
- Pommersches Urkundenbuch (PUB)